# Њедожери-Брезани
Њедожери-Брезани (слч. Nedožery-Brezany) насељено је мјесто са административним статусом сеоске општине (слч. obec) у округу Прјевидза, у Тренчинском крају, Словачка Република.

## Становништво
| Година:    | 1994. | 2004.   | 2014.   | 2024.   |
| ---------- | ----- | ------- | ------- | ------- |
| Број људи: | 1828  | 1940    | 2110    | 2054    |
| Разлика:   |       | +6,12 % | +8,76 % | -2,65 % |

| Година:    | 2023. | 2024.   |
| ---------- | ----- | ------- |
| Број људи: | 2062  | 2054    |
| Разлика:   |       | -0,38 % |

Према подацима о броју становника из 2011. године насеље је имало 2.111 становника.